# Милнер, Бренда
Бренда Милнер (англ. Brenda Milner; род. 15 июля 1918, Манчестер, Англия) — англо-канадский нейрофизиолог, всемирно признанный учёный в области клинической нейропсихологии (её называют одним из основателей нейропсихологии), благодаря своим открытиям в области изучения памяти и когнитивных процессов, которые характеризуются весьма сложно организованными системами в мозге. Бренда Милнер — профессор кафедры неврологии и нейрохирургии в Университете Макгилла и профессор психологии в Монреальском неврологическом институте. В настоящее время в преддверии своего столетия Бренда Милнер продолжает преподавать и исследовать. За свои научные достижения она является обладателем более двадцати почетных званий, имеет много престижными наград от международных научных обществ. Она является членом Лондонского королевского общества, Королевского общества Канады и Национальной академии наук США. В 2014 году за выдающиеся заслуги в неврологии ей была присуждена премия Кавли совместно с Джоном О’Кифом (Имперский колледж Лондона) и Маркусом Райле (Университет Вашингтона в Сент-Луисе) за открытие специализации нейронов, вовлечённых в механизмы памяти и когнитивные процессы.
Муж — канадский психофизиолог Питер Милнер.

## Ранние годы и образование
Бренда Лэнгфорд (в браке Милнер) родилась 15 июля 1918 года в Англии, в Манчестере. Бренда — единственный ребёнок в семье. Родители девочки имели музыкальное образование. Отец Сэмуэл Лэнгфорд (1863—1927) — музыкальный критик, журналист и преподаватель. Мать Лесли Дойг (1886—1981) брала уроки музыки у Сэмуэла Лэнгфорда, последние отношения между ними переросли в нечто большее, в результате все это привело к замужеству. Сэмуэл был старше своей супруги на 23 года. В возрасте 6 месяцев девочка и её мать переболели тяжелой формой знаменитого Испанского гриппа. В то время эпидемия унесла с собой от около 40 миллионов человек. Несмотря на то, что Бренда родилась в талантливой музыкальной семье, интереса к музыке она не проявляла, что отцу порой очень не нравилось. С детства Бренде нравилось изучать языки. Первым иностранным языком, с которым Бренда познакомилась ещё в действе, был немецкий. Потому что много литературы музыкальной и по искусству было на немецком языке. «Я согласна с доктором Пенфилдом, что чрезвычайно важно иметь больше, чем один язык, с ранних лет» (Бренда Милнер). У отца она обучалась математике и искусству. Вечерами отец уходил на концерты, в театр, а затем целыми днями Бренда Милнер могла находиться с отцом. Когда девочке исполнилось 8 лет, отца не стало. Юной Бренде Милнер пришлось теперь проявлять самостоятельность. Помимо прочего, после смерти отца возникли и материальные сложности. С 9 лет она посещала Визингтонскую школу для девочек. В Визингтонской школе Бренда знакомится с основами естественных наук, изучает математику, языки, занимается спортом. В школе девочке нравилось изучать латынь, а дома мама давала Бренде уроки французского. В один момент любимый учитель латыни женился, в то время было нельзя после замужества работать в школе. Так было дальше и ещё с несколькими интересными учителями. С момента основания (1890 г.) школа отличается от прочих небольшой численностью учащихся и изобилием практических занятий, что создают благоприятные условия для индивидуального подхода к каждому. Благодаря хорошей подготовке, Бренда успешно поступает в Кембриджский Колледж Ньюнхема с целью изучения математики.
«Я выбрала науку, потому что мне очень понравилась математика средней школы, а также потому, что я верила и верю, что благодаря науке можно развивать свои знания, изучать иностранные языки и различную литературу…» (Бренда Милнер).
Бренда была одной из 400 женщин, которые были приняты в эту престижную школу в то время. Однако, обучаясь Бренда понимает, что она недостаточно «проницательна» для математики и меняет сферу своей исследовательской деятельности на психологию. В 1939 году Бренда Милнер успешно окончила колледж, получив степень бакалавра в области экспериментальной психологии. В то время это считалось нравственной наукой. Её научным руководителем был человек, оказавший особое влияние на развитие нейропсихологии Оливер Зангвилл. Благодаря ему Милнер проявляет первый интерес к изучению функций мозга человека, в особенности Бренде нравились исследования по изучению функций мозга в результате его поражения. Оливер Зангвилл — выпускник Кембриджа с отличием первого класса (специальное отличие). В то время он был аспирантом и работал с профессором экспериментальной психологии Фредериком Бартлеттомом, что принесло ему впоследствии почетную репутацию.
«Работа с Бартлеттом имела значение для карьеры Зангвилла, поскольку Бартлетт оказал необычайно сильное влияние на форму британской академической психологии» (Б.Милнер).
По окончании бакалавриата Милнер была удостоена стипендии Сары Смитсон, которая позволяет ей продолжить получать образование в Кембридже в течение двух лет. В результате Второй мировой войны работа Кембриджской психологической лаборатории под руководством Бартлетта была приостановлена, и исследования были направлены на решение прикладных задач. В этот период Милнер оказалась в команде исследователей, интерес которой был направлен на выявление различий между пилотами-истребителями и пилотами-бомбардировщиками, используя особые тесты. Позже во время войны, с 1941 по 1944 год, она работает в Малверне в качестве экспериментатора при Министерстве снабжения (Ministry of Supply), изучая различные методы отображения и контроля, которые будут использоваться радарными операторами. В 1941 году Бренда познакомилась с Питером Милнером. Они работали вместе над радарными исследованиями. Он был инженером-электриком, который также был задействован для военных целей. В дальнейшем дружба меду ними привела к тому, что в 1944 году у них состоялась свадьба. После свадьбы молодые супруги покидают Англию. Питера пригласили работать с физиками в области атомных исследований в Канаде. Бренда и её муж отправились из Англии в Бостон на корабле королевы Елизаветы. Они путешествовали с «военными невестами», которые ехали в Соединённые Штаты, чтобы жить со своими семьями там во время войны. По прибытии в Канаду они вместе начали преподавать психологию в Монреальском университете, где Милнер проработает впоследствии 7 лет. В 1949 году Брэнда Милнер защищает магистерскую диссертацию по психологии в Монреальсском университете. Здесь же в Монреале, в университете Макгилла (McGill University), она получает степень доктора наук (Ph.D) в области психофизиологии под руководством выдающегося доктора Дональда Олдинга Хебба. Университет Макгилла является одним из старейших университетов Канады и широко признан в качестве учебного заведения мирового класса. На сегодня среди выпускников насчитывается 12 Нобелевских лауреатов.
Работая над диссертацией, Бренда Милнер и Дональд Хебб представили исследования своих пациентов, которые подверглись медиальной частичной лобэктомии и имели последующее ухудшение памяти. Это работа привлекла внимание доктора Уайлдера Пенфилда. Доктор У. Пенфилд, директор Монреальского неврологического института, наибольшее внимание в своей медицинской деятельности уделял хирургии эпилепсии. Метод его лечения состоял в деструкции отделов коры головного мозга, которые представляют собой очаг судорожной активности. В 1950 году у Бренды Милнер появилась возможность учиться в Монреальском неврологическом институте под руководством доктора Пенфилда. Вместе с Пенфилдом она изучала поведение пациентов с эпилепсией, неконтролируемых судорог лечили, применяя факультативную фокальную аблацию тканей головного мозга.
В 1952 году Бренда Милнер защищает диссертацию («Intellectual effects of temporal lobe damage in man»), и ей присуждают степень доктора наук в области экспериментальной психологии. Работаю над диссертацией, Милнер изучала функциивисочной доли коры мозга. Именно в это время Бренда Милнер встречает своего пациента Генри Молисона, который страдал серьёзным ухудшением памяти после удаления медиальной височной доли по обеим сторонам мозга. Эта работа побудила Милнера предположить, что существуют разные типы обучения и памяти, каждая из которых зависит от отдельной системы мозга. Лауреат Нобелевской премии и основатель новой область когнитивной нейронауки Эрик Кандель позже подробно описал результаты этих исследований.

## Карьера
В 1939 году получила степень бакалавра в Кембриджском университете. В 1944 году с мужем переехала в Канаду. В 1952 году получила степень доктора философии в Университете Макгилла. Получила известность как исследователь механизмов памяти, в том числе амнезии и обучения новым навыкам. Изучала функции полушарий мозга и их взаимодействие. Её знаменитым объектом исследования был Генри Густав Молисон.
Систематическое изучение этого пациента позволило Бренде Милнер вывести важные принципы биологических основ памяти, опровергнув тем самым теорию действующих масс Лешли: 1. Память представляет собой отдельную психическую функцию, обособленную от других сенсорных, моторных и когнитивных способностей; 2. Кратковременная и долговременная память могут храниться в отдельных регионах мозга; 3. Утрата отдельных структур мозга, в особенности гиппокампа, лишает человека способности переводить кратковременную память в долговременную. В течение нескольких лет Бренда Милнер считала, что память Г. М. полностью нарушена, и никакие из его кратковременных воспоминаний не смогут никогда перейти в долговременную память. Но в 1962 году она сделала ещё одно важное наблюдение. Работая с пациентом Г. М., Бренда Милнер обнаружила, что он способен обучаться некоторым вещам и запоминать их надолго, что свидетельствовало о том, что один из типов возникновения долговременной памяти может осуществляться без участия гиппокампа.
«Он учился обводить контуры звезды, глядя на неё в зеркало, и его навык улучшался день ото дня, точно также, как это бывает без повреждения мозга» (Эрик Кандель).
Эти исследования показали, что обработка памяти и хранение информации об окружающем нас мире осуществляется двумя принципиально разными способами. Эксплицитные и эмплицитные воспоминания обрабатываются и хранятся в разных участках мозга.
«Кратковременно эксплицитная память на людей, предметы, места, факты и события хранится в префронтальной коре. Эти воспоминания переводятся в долговременную память в гиппокампе, а затем хранятся в частях коры, соответствующих задействованным в них чувствам, то есть в тех самых областях, где информация была первоначально обработана. Имплицитная воспоминания о навыках, привычках, и условных рефлексах хранится в мозжечке, полосатом теле и миндалевидном теле» (Эрик Кандель).
Обе системы взаимно пересекаются и часто используются одновременно, поэтому значительная часть процесса научения задействует и ту и другую. Многократное повторение может трансформировать эксплицитную (декларативную) память в имплицитную (процедурную). Например, обучение вождению на первых порах задействует сознательное запоминание, но в скором времени вождение становится автоматическим и неосознаваемым двигательным навыком. Сама по себе имплицитная память является совокупностью процессов, задействующих несколько систем мозга: прайминг или распознание недавно усвоенных раздражителей (функция сенсорной коры); распознание различных эмоциональных состояний (миндалины); формирование новых двигательных и, возможно, когнитивных навыков (неостриатум); усвоение нового двигательного поведения или координированных действий (зависит от мозжечка). Различные ситуации и опыт обучения задействуют различные подсистемы этих и других структур имплицитной памяти в сочетании с системами гиппокампа и связанных с ним образований, ответственных за эксплицитную память.
«Всякий раз, когда я возвращаюсь к статьям Бренды Милнер о Г.М., я не устаю восхищаться тем, как много эти исследования дали для прояснения наших представлений о памяти» (Эрик Кандель).
«Многие из полученных результатов противоречили преобладающим взглядам того времени, но они выдержали испытание временем, а также вновь усилили интерес в области экспериментального изучения мозга и памяти. Таким образом, мы все больше узнаем о специализации полушарий. Увлекательная задача — лучше понять, как левое и правое полушария работают вместе…» (Бренда Милнер).
Совсем недавно Бренда Милнер расширила круг изучений активности мозга с использованием функциональной магнитно-резонансной томографии и позитронно-эмиссионной томографии. Эти работы сосредоточены в области изучения памяти и речи.

## Общественная деятельность
В 1992 году подписала «Предупреждение человечеству».

## Награды
Среди наград:
- 1983 — Prix Izaak-Walton-Killam[фр.]
- 1984 — Офицер ордена Канады
- 1985 — Офицер Национального Ордена Квебека
- 1985 — Prix Noël-Mailloux[фр.]
- 1987 — Премия Ральфа Джерарда[нем.]
- 1993 — Премия Уайлдера Пенфилда[англ.]
- 1995 — Médaille McLaughlin[фр.]
- 1995 — Neuronal Plasticity Prize[нем.]
- 1997 — Введена в Канадский зал медицинской славы[англ.][6]
- 2002 — Премия Мишеля Сарразена[англ.]
- 2004 — Премия НАН США в области нейронаук[англ.]
- 2004 — Компаньон ордена Канады[7]
- 2005 — Международная премия Гайрднера[8]
- 2009 — Великий офицер Национального Ордена Квебека
- 2009 — Премия Бальцана
- 2011 — Премия Перл Мейстер-Грингард[англ.]
- 2012 — Введена в Канадский зал славы науки и инженерии[англ.][9]
- 2014 — Премия Дэна Дэвида
- 2014 — Премия Кавли[10]

Является иностранным членом Национальной академии наук США (1976) и Американской академии искусств и наук (2005), членом Лондонского королевского общества (1979).